# Buñuel après l'âge d'or
Pour plus de détails, voir Fiche technique et Distribution.
Buñuel après l'âge d'or (Buñuel en el laberinto de las tortugas) est un film d'animation espagnol réalisé par Salvador Simó et sorti en 2018.

## Synopsis
Après le scandale que constitue la projection de son film surréaliste L'Âge d'or, Luis Buñuel ne parvient plus à trouver des financements pour réaliser de nouveaux films. Avec les bien pensants contre lui, tout particulièrement l'église catholique, il n'est pas certain de pouvoir tourner à nouveau. Son ami, le sculpteur anarchiste Ramón Acín Aquilué, tente de lui remonter le moral et il lui promet de produire son prochain film à condition de gagner à la loterie. Or, il décroche justement le gros lot. Buñuel peut ainsi lancer le tournage d'un documentaire sur la région des Hurdes (Estrémadure), que lui avait suggéré Éli Lotar après la projection de L'Âge d'or. La production de Terre sans pain (ou Las Hurdes) peut ainsi commencer. Ce ne signifie pas la fin de ses ennuis pour autant.

## Fiche technique
- Titre original : Buñuel en el laberinto de las tortugas (littéralement « Buñuel dans le labyrinthe des tortues »)
- Réalisation : Salvador Simó
- Scénario : Salvador Simó et Eligio R. Montero, d'après le roman graphique Buñuel en el laberinto de las tortugas de Fermín Solis, Astiberri Ediciones, Bilbao, 2009, 160p.,  (ISBN 9788496815902)
- Musique : Arturo Cardelús, dirigée par : Alfonso Casado
- Décors : José Luis Agreda
- Layout final : Javier Sánchez
- Son : Juan Ferro
- Animation : Manuel Galiana et Tom Mourik
- Photographie : José Manuel Piñero
- Effets visuels :  :Xavier Mertin
- Montage : José Manuel Jiménez
- Production : Alex Cervantes, Manuel Cristóbal, Bruno Felix, José María Fernández de Vega et Femke Wolting
  - Production associée : Javier Espada et Simon Ofenloch
- Sociétés de production : The Glow Animation Studio, Submarine, Sygnatia et Telemadrid
- Sociétés de distribution :  Espagne Wanda Films,  France Eurozoom
- Pays de production :  Espagne
- Langue originale : espagnol
- Format : couleur
- Genre : animation, biographique
- Durée : 80 minutes
- Dates de sortie :
  - États-Unis : 20 octobre 2018 (Los Angeles)
  - Belgique : 3 mars 2019 (Bruxelles)
  - Espagne : 17 mars 2019 (Malaga) ; 26 avril 2019 (sortie nationale)
  - France : 10 juin 2019 (festival d'Annecy) ; 19 juin 2019 (sortie nationale)

## Distribution

### Voix originales
- Jorge Usón : Luis Buñuel
- Fernando Ramos : Ramón Acín Aquilué
- Luis Enrique de Tomás : Pierre Unik
- Cyril Corral : Éli Lotar
- Pepa Gracia : la mère de Luis
- Gabriel Latorre : le père de Luis
- Rachel Lascar : la vicomtesse de Noailles
- Fermín Núñez : Maestro / Arriero
- Javier Balas : Luis Buñuel enfant
- Salvador Simó : Salvador Dalí (au téléphone)

## Accueil

### Accueil critique
Le film reçoit de très bons retours. Le site Allociné propose une note moyenne de 4/5 à partir de l'interprétation des critiques de presse.
Pour La Croix, « ce film d’animation espagnol livre une belle réflexion sur la difficulté du cinéma à affronter le réel ». Pour Première, « l'ensemble, très réussi, ravira les cinéphiles comme ceux qui connaissent mal Buñuel ».

## Distinctions

### Récompenses
- Festival international du film d'animation d'Annecy 2019 : prix de la meilleure musique originale dans la catégorie longs métrages
- Prix du cinéma européen 2019 : meilleur film d'animation
- Goyas 2020 : meilleur film d'animation

### Sélection
- Festival international du film d'animation d'Annecy 2019 : en compétition pour le Cristal du long métrage